# Chromis nigrura
Chromis nigrura Smith, 1960 è un pesce osseo appartenente alla famiglia Pomacentridae e alla sottofamiglia Chrominae.

## Descrizione
Il corpo ha forma ovale e colorazione scura con striature formate da macchie blu; raggiunge i 6 cm. Sui fianchi è presente una fascia giallastra. La pinna caudale è nera e gialla.

## Biologia

### Comportamento
Forma gruppi.

### Alimentazione
Si nutre di piccoli invertebrati.

### Riproduzione
Oviparo, le uova vengono sorvegliate dal maschio.

## Distribuzione e habitat
Il suo areale si estende dalla costa orientale dell'Africa all'Isola del Natale. Vive in acque non profonde, fino a 30 m, nelle barriere coralline.